# Бинаски, Анджело
Анджело Биначи (итал. Angelo Binaschi, 15 января 1889, Коццо, Италия — 15 марта 1973, Мортара, Италия) — итальянский футболист, игравший на позиции защитника. Известный по выступлениям за клуб «Про Верчелли», а также национальную сборную Италии.

## Клубная карьера
Во взрослом футболе дебютировал в 1909 году выступлениями за команду клуба «Про Верчелли», цвета которой защищал на протяжении всей своей карьеры, которая длилась тринадцать лет.

## Выступления за сборную
В 1911 году дебютировал в официальных матчах в составе национальной сборной Италии. В течение карьеры в национальной команде, которая длилась всего 3 года, провёл в форме главной команды страны 9 матчей. В составе сборной был участником футбольного турнира на Олимпийских играх 1912 года в Стокгольме.

## Титулы и достижения
- Чемпион Италии (5): «Про Верчелли»: 1909, 1910/1911, 1911/1912, 1912/1913, 1920/1921